# Cassie Steele
Cassie Steele, född 2 december 1989 i Toronto, Ontario, Kanada, är en kanadensisk skådespelare. Hon är känd som Manuela "Manny" Santos i Degrassi: The Next Generation.